# Micropsectra groenlandica
Micropsectra groenlandica är en tvåvingeart som beskrevs av Andersen 1937. Micropsectra groenlandica ingår i släktet Micropsectra och familjen fjädermyggor. Inga underarter finns listade i Catalogue of Life.